# 10 Pułk Strzelców Konnych (Cesarstwo Niemieckie)

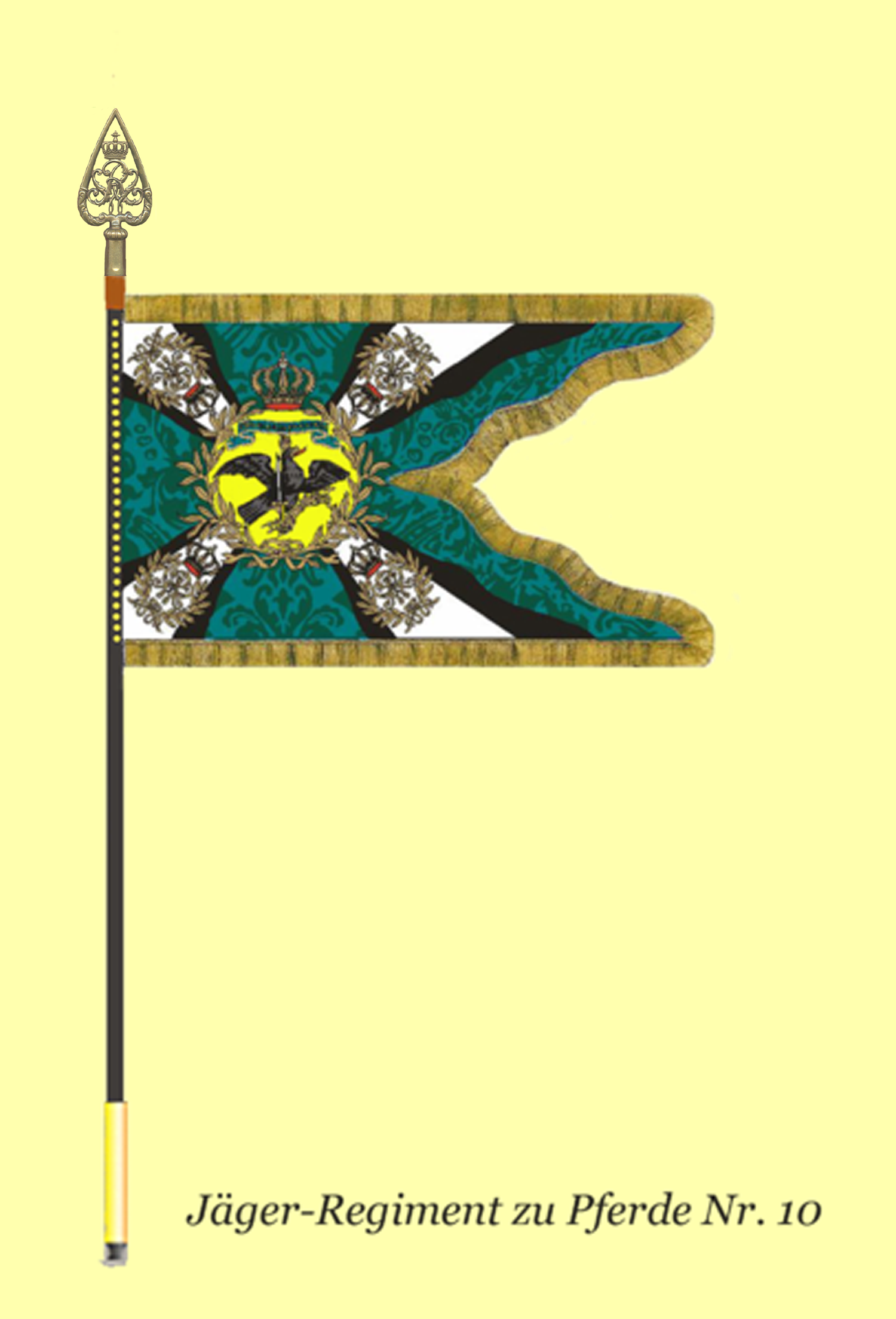
Sztandar pułku

10 pułk strzelców konnych (niem. Jäger-Regiment zu Pferde Nr. 10) – pułk kawalerii Armii Cesarstwa Niemieckiego.

## Historia pułku
Jednostka została sformowana 1 października 1913 roku. Stałym garnizonem pułku było Węgorzewo (Angerburg) i Gołdap (Goldap). Oddział wchodził w skład I Korpusu Armijnego .

 Wiosną 1914 był w strukturze 43 Brygady Kawalerii z   2 Dywizji Piechoty.
W wyniku mobilizacji, w sierpniu 1914 pułk osiągnął gotowość bojową i w składzie 2 Dywizji Piechoty z I Korpusu Armijnego został wysłany na front wschodni.